# Константин VII Багрянородный
Константи́н VII Багряноро́дный (Порфироро́дный, Порфироге́нет, др.-греч. Κωνσταντῖνος Ζ΄ ὁ Πορφυρογέννητος; 17/18 мая 905, Константинополь — 9 ноября 959, Константинополь) — византийский император из Македонской династии, номинально царствовал с 913, фактически — с 945 года.

## Биография

### Первые годы жизни

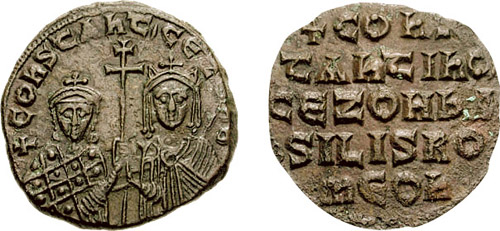
Константин Багрянородный и Зоя Карбонопсина, византийская монета

Константин был сыном Льва VI Мудрого и Зои Карбонопсины, четвёртой жены императора. Четвёртый брак не дозволялся церковью и родившийся ребёнок считался незаконнорождённым, хотя и был единственным сыном Льва VI. Лишь в январе 906 Константин был крещён, а в апреле 906, против воли патриарха Николая Мистика, Лев и Зоя были обвенчаны. Прозвище Багрянородный происходит от Багряного (Порфирного) зала императорского дворца, где рожали императрицы, и призвано подчеркнуть, что он родился у царствующего монарха.

### Царствование
15 мая 908 года Лев VI сделал Константина своим соправителем, чтобы обеспечить ему трон, однако в 912 император умер и власть принял его брат Александр. Однако и он умер через год, оставив 8-летнего Константина под опекой регентов. После неудачного мятежа Константина Дуки в 913 году во главе совета регентов стал патриарх Константинопольский Николай Мистик.
В 920 власть узурпировал друнгарий византийского флота Роман I Лакапин, провозглашённый соправителем. Ещё в 919 он женил 14-летнего Багрянородного на своей дочери Елене. Константин оказался отстранён от реальной власти и посвятил себя самообразованию и наукам. В 944 Романа I свергли его сыновья, надеясь править самостоятельно, однако это вызвало народные волнения, которые утихли лишь когда императором провозгласили Константина. Через 40 дней их сослали в монастырь.
Умер Константин в 959 году. По некоторым сведениям, он был отравлен своим сыном Романом II Младшим.

### Политическая деятельность
В своей политике Константин VII выражал интересы столичного чиновничества, выступая против центробежных тенденций провинциальной знати. Активизировал военные действия против арабов. Начало оказалось неудачным, и посланное на отвоевание Крита войско было разбито (949).
Византийские армии перешли Евфрат (952), но были отброшены. Завоевания на Востоке были восстановлены благодаря Никифору Фоке и Иоанну Цимисхию. Высшим достижением ромейского оружия стало взятие Самосаты и разгром армии Хамданидского эмирата в сражении при Рабане (958).
Константин VII назначил на должность «паракимомена» (1-го министра) евнуха Василия Лекапена (сына свергнутого императора Романа I), который приобрёл огромное влияние и сохранял его при последующих императорах.

### Литературная деятельность
Константин VII также известен как один из образованнейших людей эпохи, покровитель и издатель компилятивных сборников, автор сочинений «О фемах», «О церемониях», «Об управлении империей», являющихся важнейшими источниками для изучения истории Византии, Киевской Руси и других стран. Перу Константина принадлежит один из разделов хроники Продолжателя Феофана — жизнеописание императора Василия I Македонянина.
Он, в частности, описывает («О церемониях»), визит княгини Ольги в Константинополь (957) и её крещение. Девятая глава «Об управлении империей» (около 950) содержит краткое описание экономического и политического устройства Руси.
Константин Багрянородный заказал составление Константинопольского cинаксаря, который до сих пор используется в богослужениях в церквах Константинопольского патриархата.

### Дети
- Лев — умер в детстве.
- Роман II — император Византии в 959—963 годах.
- Зоя — отправлена в монастырь.
- Феодора — супруга императора Иоанна I Цимисхия.
- Агафия — отправлена в монастырь.
- Феофано — отправлена в монастырь.
- Анна — отправлена в монастырь.